# Coupe d'Ukraine de football 2012-2013
Navigation
Coupe d'Ukraine 2011-2012 Coupe d'Ukraine 2013-2014
La Coupe d'Ukraine de football 2012-2013 est la 22e édition de la compétition. Elle voit la victoire en finale du Chakhtar Donetsk contre le Tchornomorets Odessa.

## Huitièmes de finale
| Date            | Locaux                          | Score    | Visiteurs                   |
| --------------- | ------------------------------- | -------- | --------------------------- |
| 31 octobre 2012 | Chakhtar Sverdlovsk (en) (D3)   | 0 - 2    | (D1) Volyn Loutsk           |
| 31 octobre 2012 | Avanhard Kramatorsk (D2)        | 0 - 1    | (D1) Arsenal Kiev           |
| 31 octobre 2012 | Vorskla Poltava (D1)            | 2 - 3    | (D1) Tavria Simferopol      |
| 31 octobre 2012 | UkrAhroKom Prioutivka (en) (D3) | 1 - 2    | (D1) Tchornomorets Odessa   |
| 31 octobre 2012 | Dnipro Dnipropetrovsk (D1)      | 2 - 0    | (D1) Illitchivets Marioupol |
| 31 octobre 2012 | Nyva Ternopil (D3)              | 0 - 2    | (D2) PFK Sébastopol         |
| 31 octobre 2012 | Hoverla Oujhorod (D1)           | 1 - 4    | (D1) Chakhtar Donetsk       |
| 31 octobre 2012 | Karpaty Lviv (D1)               | 2 - 1 ap | (D1) Metalist Kharkiv       |

## Quarts de finale
| Date          | Locaux                | Score                | Visiteurs                  |
| ------------- | --------------------- | -------------------- | -------------------------- |
| 17 avril 2013 | Volyn Loutsk (D1)     | 0 - 2                | (D1) Dnipro Dnipropetrovsk |
| 17 avril 2013 | PFK Sébastopol (D2)   | 1 - 1 ap (4 - 1 tab) | (D1) Tavria Simferopol     |
| 17 avril 2013 | Chakhtar Donetsk (D1) | 2 - 1                | (D1) Karpaty Lviv          |
| 17 avril 2013 | Arsenal Kiev (D1)     | 1 - 2                | (D1) Tchornomorets Odessa  |

## Demi-finales
| Date       | Locaux                    | Score | Visiteurs                  |
| ---------- | ------------------------- | ----- | -------------------------- |
| 8 mai 2013 | PFK Sébastopol (D2)       | 2 - 4 | (D1) Chakhtar Donetsk      |
| 8 mai 2013 | Tchornomorets Odessa (D1) | 2 - 1 | (D1) Dnipro Dnipropetrovsk |

## Finale
| ·              |                          |     |
| Titulaires :   |                          |     |
|                |                          |     |
| 32             | Anton Kanibolotskiy (en) |     |
| 33             | Darijo Srna              |     |
| 5              | Oleksandr Kucher         |     |
| 44             | Yaroslav Rakitskiy       |     |
| 13             | Viatcheslav Chevtchuk    |     |
| 3              | Tomáš Hübschman          | 78e |
| 7              | Fernandinho              | 67e |
| 29             | Alex Teixeira            |     |
| 22             | Henrikh Mkhitaryan       |     |
| 10             | Taison                   |     |
| 9              | Luiz Adriano             | 78e |
|                |                          |     |
| Remplaçants :  |                          |     |
| 20             | Douglas Costa            | 67e |
| 6              | Taras Stepanenko         | 78e |
| 11             | Eduardo da Silva         | 78e |
|                |                          |     |
| Entraîneur :   |                          |     |
| Mircea Lucescu |                          |     |

| ·                     |                          |     |
| Titulaires :          |                          |     |
|                       |                          |     |
| 12                    | Dmytro Bezotosnyi (en)   |     |
| 4                     | Markus Berger (en)       |     |
| 6                     | Léo Matos                | 83e |
| 8                     | Kyrylo Kovalchuk         |     |
| 19                    | Elis Bakaj               |     |
| 20                    | Lucian Burdujan          |     |
| 23                    | Franck Dja Djédjé        | 67e |
| 29                    | Pablo Fontanello (en)    |     |
| 32                    | Kristi Vangjeli          | 46e |
| 39                    | Artem Starhorodskyi (en) |     |
| 42                    | Yevhen Zubeyko (en)      |     |
|                       |                          |     |
| Remplaçants :         |                          |     |
| 9                     | Anatoliy Didenko (en)    | 46e |
| 99                    | Sito Riera (en)          | 67e |
| 33                    | Andriy Slinkin (en)      | 83e |
|                       |                          |     |
| Entraîneur :          |                          |     |
| Roman Hryhorchuk (en) |                          |     |

| ·              |                          |     |
| Titulaires :   |                          |     |
|                |                          |     |
| 32             | Anton Kanibolotskiy (en) |     |
| 33             | Darijo Srna              |     |
| 5              | Oleksandr Kucher         |     |
| 44             | Yaroslav Rakitskiy       |     |
| 13             | Viatcheslav Chevtchuk    |     |
| 3              | Tomáš Hübschman          | 78e |
| 7              | Fernandinho              | 67e |
| 29             | Alex Teixeira            |     |
| 22             | Henrikh Mkhitaryan       |     |
| 10             | Taison                   |     |
| 9              | Luiz Adriano             | 78e |
|                |                          |     |
| Remplaçants :  |                          |     |
| 20             | Douglas Costa            | 67e |
| 6              | Taras Stepanenko         | 78e |
| 11             | Eduardo da Silva         | 78e |
|                |                          |     |
| Entraîneur :   |                          |     |
| Mircea Lucescu |                          |     |

| ·                     |                          |     |
| Titulaires :          |                          |     |
|                       |                          |     |
| 12                    | Dmytro Bezotosnyi (en)   |     |
| 4                     | Markus Berger (en)       |     |
| 6                     | Léo Matos                | 83e |
| 8                     | Kyrylo Kovalchuk         |     |
| 19                    | Elis Bakaj               |     |
| 20                    | Lucian Burdujan          |     |
| 23                    | Franck Dja Djédjé        | 67e |
| 29                    | Pablo Fontanello (en)    |     |
| 32                    | Kristi Vangjeli          | 46e |
| 39                    | Artem Starhorodskyi (en) |     |
| 42                    | Yevhen Zubeyko (en)      |     |
|                       |                          |     |
| Remplaçants :         |                          |     |
| 9                     | Anatoliy Didenko (en)    | 46e |
| 99                    | Sito Riera (en)          | 67e |
| 33                    | Andriy Slinkin (en)      | 83e |
|                       |                          |     |
| Entraîneur :          |                          |     |
| Roman Hryhorchuk (en) |                          |     |